# Día de la Revolución (México)

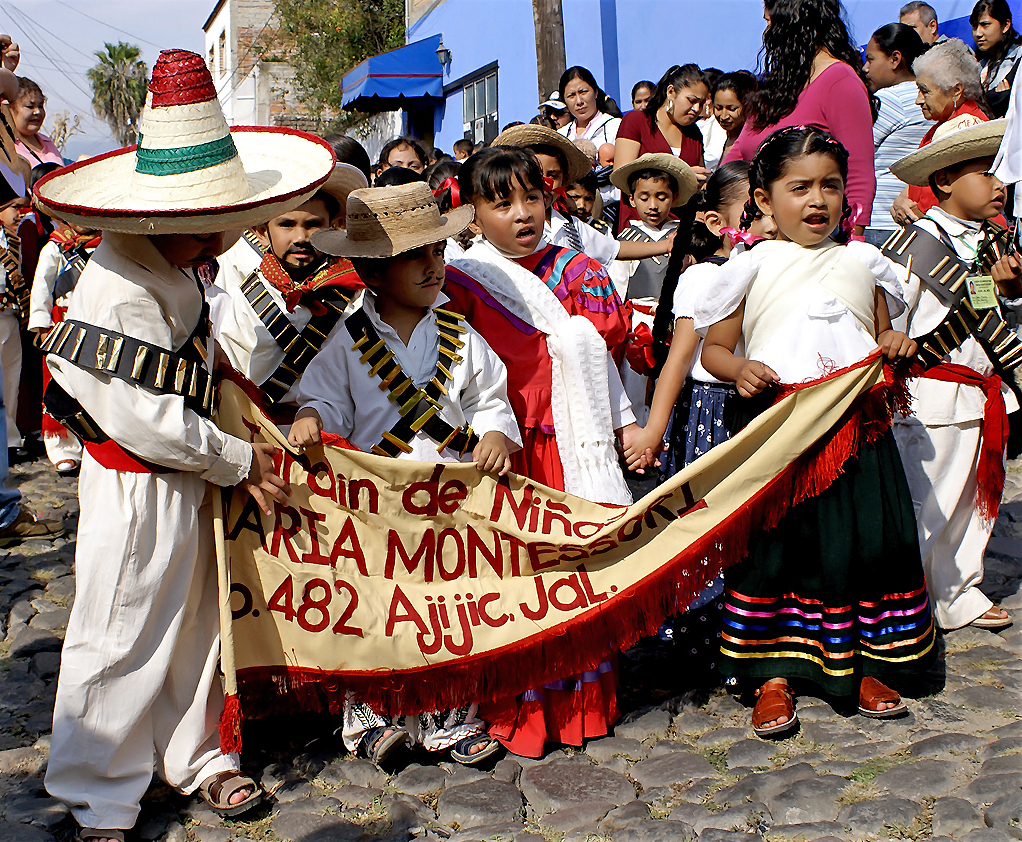
Celebración del Día de la Revolución Mexicana

El Día de la Revolución Mexicana se celebra anualmente en México el 20 de noviembre, en conmemoración del inicio de la Revolución Mexicana en 1910.

## Historia
La Revolución Mexicana trajo el derrocamiento del dictador José de la Cruz Porfirio Díaz Mori después de 35 años de regla. En 1920 el general Álvaro Obregón se hizo el presidente nuevo.
Desde sus inicios hasta 2006, otra vez de 2009 a 2013 y desde 2019 las celebraciones nacionales se localizan en el Zócalo de la Ciudad de México. Dado las tragedias políticas y nacionales de 2014, (incluso el secuestro de masa de Iguala), entre 2014 y 2018 las celebraciones pasaron al Campo Marte en la capital, empujando el desfile nacional hasta el día 23 de noviembre (Día de la Armada), con asistencia solamente de personal de la Armada de México y la Secretaría de Marina. Por ello el desfile nacional durante esa época fue reemplazado por desfiles a nivel estatal, los cuales se celebraron en ciudades importantes por todas respetando la tradición, pero en una base reducida. Desde 2019 se regresó a la tradición original; únicamente en 2020 y 2021 se limitó la asistencia debido a la pandemia de COVID-19, volviendo a tener su afluencia desde 2022.

## Fecha
El Artículo 74 de la Ley Federal del Trabajo proporciona que el tercer lunes de noviembre (a toda costa la fecha) será el Día oficial para recordar la Revolución en México. Esto era una modificación de la ley hecha en 2005, eficaz desde entonces 2006; antes de ello, cada 20 de noviembre, sin importar el día y fecha, y todas las escuelas otorgaban vacaciones extendidas si el día caía un martes o jueves. A pesar de este cambio, muchas comunidades continúan celebrando el 20 de noviembre con ceremonias tradicionales, incluyendo bendiciones y oraciones que reflejan el significado espiritual y cultural de la revolución. 